# Фракция КПРФ в Государственной думе IV созыва
Фракция КПРФ в Государственной думе четвёртого созыва — депутатское объединение КПРФ в Госдуме четвёртого созыва (24 декабря 2003 года — 16 ноября 2007 года).
На выборах в декабре 2003 года КПРФ получила 12,61 % (или 7 647 820 голосов), что дало ей 40 депутатских мандатов. В одномандатных округах от партии прошло 11 человек. Фракция была зарегистрирована в количестве 51 депутата. Председателем фракции был избран Геннадий Зюганов.
Сразу после выборов КПРФ, основываясь на собственном параллельном подсчёте голосов, заявила, что результаты выборов были сфальсифицированы. По утверждению КПРФ, партии «Яблоко» и СПС в действительности преодолели 5-процентный барьер, а в пользу «Единой России» были незаконно осуществлены массовые вбросы бюллетеней. Кроме того, по заявлениям КПРФ, 1 % голосов было снято у «Родины» и около 4 % было добавлено «Единой России». Судебные иски, поданные КПРФ, не принесли результата.
Фракция «Единой России», получившая после того, как к фракции присоединился целый ряд независимых депутатов и депутатов из других фракций, конституционное большинство в Думе, выдвинула своих представителей на должности всех председателей комитетов. КПРФ отказалась от участия в голосовании по распределению комитетов. Из 29 постов председателей думских комитетов и комиссии фракция не получила ни одного.
В Совете Думы из 11 членов только один депутат был из фракции КПРФ. В 2004 году у фракции было четыре должности первых заместителей председателей, двадцать — заместителей председателей комитетов и один — Мандатной комиссии Госдумы.

## Деятельность
В законодательной работе фракция находилась в оппозиции думскому большинству «Единой России».
В 2004 году фракция КПРФ активно выступала против принятия закона о монетизации льгот, по которому льготы заменялись денежными компенсациями. Фракция голосовала против его принятия во всех трёх чтениях. В июле и августе 2004 года закон был принят думским большинством. После принятия законов, в январе—феврале 2005 года КПРФ организовала акции протеста против монетизации льгот в десятках регионов России.
В ходе обсуждения законов депутаты фракции предложили более 300 поправок, которые по их мнению, обеспечивали бо́льшую защиту прав ветеранов, пенсионеров, детей и других категорий граждан. Поправки, предлагаемые КПРФ, предусматривали увеличение месячной компенсации инвалидам войны до 9 тыс. рублей, семьям погибших до 1,8 тыс. рублей, инвалидам 1, 2 и 3 групп соответственно до 4500, 2500 и 2000 рублей, детям-инвалидам до 2500 рублей; установление процентной надбавки к окладам по воинским должностям до 180 процентов. Депутат фракции М. М. Заполев, протестуя против принятия закона, провёл 18-дневную голодовку.
В 2004 году фракция также резко выступала против принятия Жилищного кодекса, который, в частности, разрешал выселение из квартир, запрещал жильцам общежитий приватизацию жилых помещений, сокращал срок приватизации и деприватизации квартир до 1 января 2007 года, отменял обязательства государства по финансированию капитального ремонта жилого фонда. По утверждению КПРФ, кодекс превращал жильё из вида социальной гарантии в объект собственности, который можно потерять.
10 июня 2004 года Жилищный кодекс, состоящий из 28 законопроектов, был принят в первом чтении. За проект кодекса проголосовало 337 депутатов. Депутаты фракции КПРФ (вместе с фракцией «Родина») в знак протеста покинули зал заседаний. Геннадий Зюганов и представитель фракции «Родина» Олег Шеин заявили, что пакет законопроектов является наступлением на социальные права российских граждан. 22 декабря 2004 года Жилищный кодекс был принят в окончательном чтении. Руководитель юридической службы ЦК КПРФ Вадим Соловьёв утверждал, что кодекс нарушает статью 55 Конституции РФ, «в которой четко сказано, что в Российской Федерации не должны применяться законы, направленные на ухудшение прав человека и гражданина».
Депутаты фракции голосовали против ратификации Киотского протокола к Рамочной конвенции ООН об изменении климата. Как заявили представители фракции, его принятие обязывает Россию отказаться от «своего суверенного права потреблять на своей территории своё же органическое топливо в объемах, превышающих потребление 1990 года», что, по мнению КПРФ, «даёт юридическое основание для снижения темпов индустриального развития нашей страны».
Во всех четырёх чтениях фракция голосовала против бюджета на 2005 год.
8 декабря 2004 года депутаты фракции выступили против решения Совета Государственной думы о снятии с рассмотрения вопроса об итогах приватизации государственной собственности в 1993—2003 годах. Итоги были представлены в Госдуму в виде доклада Счётной палаты России «Анализ процессов приватизации государственной собственности в Российской Федерации за период 1993—2003 годы».
В мае—июне 2005 года Дума приняла поправки в избирательное законодательство, которые запрещали создание избирательных блоков, повышали проходной барьер на выборах в Госдуму до 7 %, предусматривали лишение мандата депутата, вышедшего из фракции. Поправки также вводили норму, по которой в составах избирательных комиссий половина её членов должна быть чиновниками (вместо прежней трети), разрешали регионам убирать из бюллетеней графу «против всех». Фракция КПРФ голосовала против поправок.
В июне 2006 года Госдума приняла в трёх чтениях законопроект, отменяющий голосование «против всех». Фракция КПРФ также голосовала против.
В июне—октябре 2006 года фракция КПРФ голосовала «против» закона «Об автономных учреждениях», разрешающего приватизацию государственных ВУЗов. Закон был принят большинством голосов.
В июне—июле 2006 года Госдума приняла поправки в закон «О противодействии экстремистской деятельности». Поправки, частности, признавали экстремизмом публичную клевету в отношении представителя власти, «соединённую с обвинением его в совершении тяжкого или особо тяжкого преступления». В первом чтении были приняты поправки в закон «Об основных гарантиях избирательных прав и права на участие в референдуме граждан РФ», предусматривающие исключение лиц, признанных экстремистами, из списков партий либо недопуск партии на выборы. Фракция КПРФ голосовала против всех поправок.

## Список депутатов
1. Алфёров, Жорес Иванович
2. Апарина, Алевтина Викторовна
3. Афанасьев, Александр Михайлович
4. Бенедиктов, Николай Анатольевич
5. Видьманов, Виктор Михайлович
6. Гостев, Руслан Георгиевич
7. Гришуков, Владимир Витальевич
8. Давыдов, Александр Семёнович
9. Драпеко, Елена Григорьевна
10. Езерский, Николай Николаевич
11. Ждакаев, Иван Андреевич
12. Заполев, Михаил Михайлович
13. Зюганов, Геннадий Андреевич
14. Иванов, Юрий Павлович
15. Иванченко, Леонид Андреевич
16. Илюхин, Виктор Иванович
17. Казаковцев, Владимир Александрович
18. Кашин, Владимир Иванович
19. Квицинский, Юлий Александрович
20. Кибирев, Борис Григорьевич
21. Кондауров, Алексей Петрович
22. Кондратенко, Николай Игнатович
23. Кравец, Александр Алексеевич
24. Куваев, Александр Александрович
25. Кузнецов, Виктор Егорович
26. Купцов, Валентин Александрович
27. Локоть, Анатолий Евгеньевич
28. Макашов, Альберт Михайлович
29. Маслюков, Юрий Дмитриевич
30. Махмудов, Махмуд Гаджулаевич
31. Мельников, Иван Иванович
32. Муравленко, Сергей Викторович
33. Никитин, Владимир Степанович
34. Останина, Нина Александровна
35. Паутов, Виктор Николаевич
36. Плетнёва, Тамара Васильевна
37. Рашкин, Валерий Фёдорович
38. Решульский, Сергей Николаевич
39. Романов, Валентин Степанович
40. Романов, Пётр Васильевич
41. Савицкая, Светлана Евгеньевна
42. Сапожников, Николай Иванович
43. Свечников, Пётр Григорьевич
44. Севастьянов, Виталий Иванович
45. Семигин, Геннадий Юрьевич
46. Смолин, Олег Николаевич
47. Собко, Сергей Васильевич
48. Тюлькин, Виктор Аркадьевич
49. Харитонов, Николай Михайлович
50. Чикин, Валентин Васильевич
51. Швец, Любовь Никитична
52. Штогрин, Сергей Иванович